# Dicranomyia occidua
Dicranomyia occidua är en tvåvingeart som beskrevs av Edwards 1926. Dicranomyia occidua ingår i släktet Dicranomyia och familjen småharkrankar. Enligt den finländska rödlistan är arten nära hotad i Finland. Arten är reproducerande i Sverige. Artens livsmiljö är bäckar. Inga underarter finns listade i Catalogue of Life.